# 1285 dans les croisades
- Mamelouks :        Al-Mansûr Sayf ad-Dîn Qala'ûn al-Alfi

Cette page regroupe les évènements concernant les Croisades qui sont survenus en 1285 :
- 7 janvier : Mort de Charles Ier, roi de Sicile et de Jérusalem[1].
- 7 mai : traité de paix entre Léon III, roi d'Arménie et le sultan d'Égypte[2].
- 20 mai : mort de Jean Ier, roi de Chypre. Son frère Henri II lui succède[3].
- 24 juin : Henri II est couronné roi de Chypre[4].
- 4 septembre : bataille des Formigues (croisade d'Aragon)[5].
- 30 septembre : bataille du col de Panissars (croisade d'Aragon)[6].